# Numerus nullus

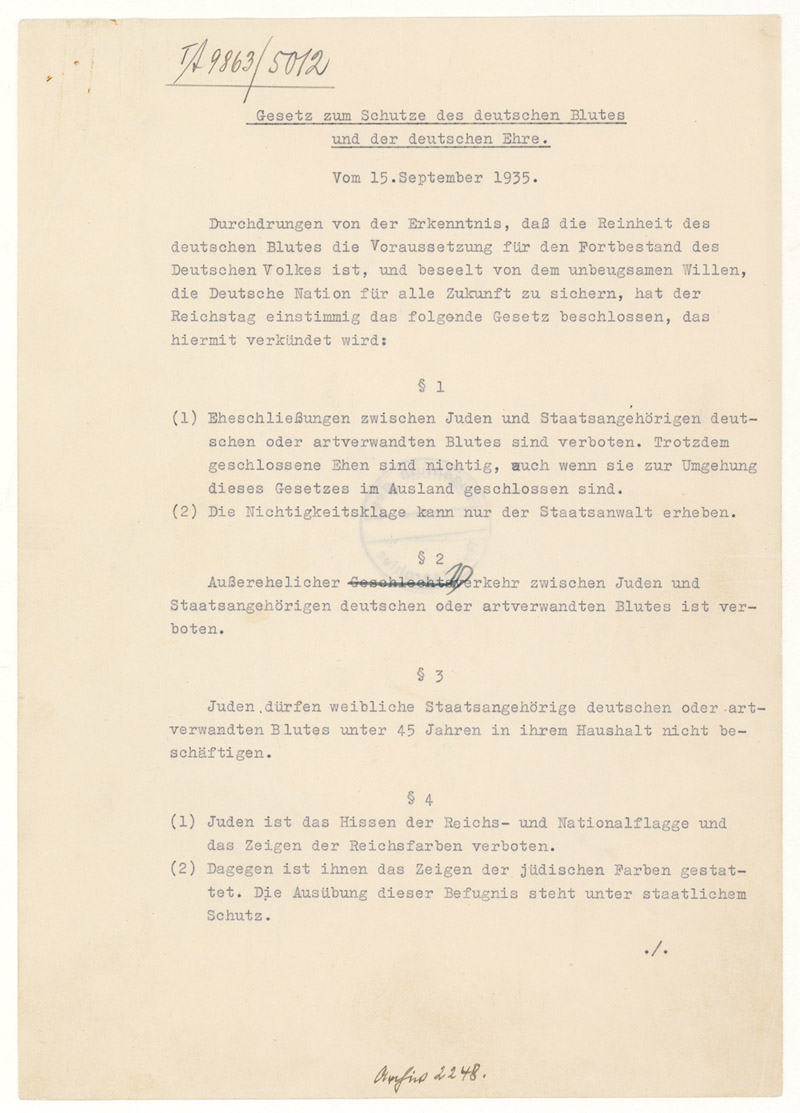
Wykluczenie Żydów w III Rzeszy (ustawy norymberskie)

Numerus nullus (łac. dosł. „liczba żadna”) – pojęcie oznaczające odmowę przyjęcia lub całkowite wykluczenie określonej grupy osób z dostępu do studiów, stowarzyszeń itp.

## Historia
W okresie międzywojennym zasada numerus nullus była wykorzystywane jako rozszerzona forma praktyki dyskryminacyjnej znanej jako numerus clausus, wobec mniejszości etnicznych, głównie Żydów w Europie.
W przedwojennej Polsce „numerus nullus” istniał jako postulat polityczny o charakterze antysemickim, organizacji studenckich, takich jak Młodzież Wszechpolska i innych organizacji oraz korporacji zawodowych. Ostatecznie jednak zasada „numerus nullus” nie została nigdy powszechnie wprowadzona na uczelniach w Polsce, a obowiązywała zasada numerus clausus, która odzwierciedlała liczbę studentów żydowskich równą procentowi ludności żydowskiej w Polsce, szacowaną na około 10%.
Na Węgrzech Żydzi zostali praktycznie wykluczeni z wszelkich zawodów handlowych, ekonomicznych i intelektualnych podczas II wojny światowej. Podobne ograniczenia dotyczyły również nazistowskich Niemiec, de facto wprowadzone przez ustawy norymberskie.